# Kurier TV
Kurier TV ist ein Informationsprogramm der österreichischen Tageszeitung Kurier und fasst die eigenproduzierten Videoclips der eigenen Website und Drittplattformen (wie etwa YouTube) sowie zu einem geringen Teil fremdproduzierte Sendungen zu einem Livestream zusammen. Redaktion und Studios des Senders befinden sich im Kurier-Medienhaus in Wien.

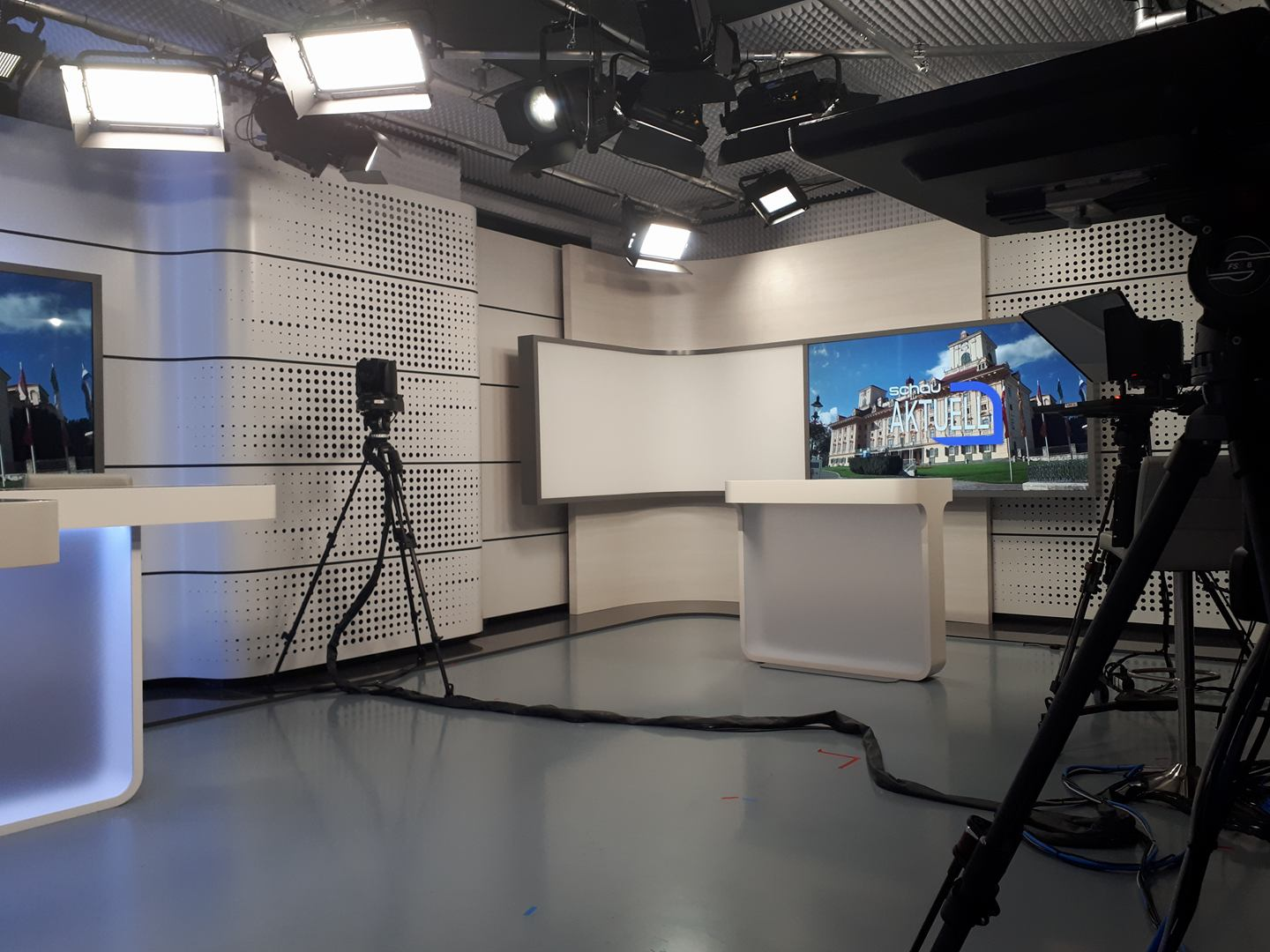
Studio Wien

## Geschichte
Der Sender ging aus dem ehemaligen Schau TV hervor, der seinerseits Nachfolger des Regionalfernsehens BKF war, dem Burgenländischen Kabelfernsehen, welches auf Initiative von Hans Niessl an den Bohmann Verlag verkauft wurde.

Der Sendebetrieb von Schau TV startete bereits im Februar 2012. Im Zuge der 100%igen Übernahme des Senders vom Kurier-Medienhaus wurde u. a. ein optischer Relaunch des SchauTV-Sendedesigns durchgeführt. Neben der Optik wurden auch technische Erneuerungen durchgeführt. Im Jänner 2018 wurde der neue Studiostandort in Wien fertiggestellt und der Sender erneut umbenannt. Hier werden die Kurier-News und andere Formate und Interviews produziert.

## Empfang
Heute kann Kurier TV via Antenne (über SimpliTV im MUX C für Wien, Steiermark und Oberösterreich) und Kabel HD-fähig empfangen werden. Zu den Sendewegen im IPTV gehört u. a. Zattoo. Am 1. Jänner 2025 wurde die Ausstrahlung über Astra 19.2° Ost eingestellt.